# Stenotrachelidae
Stenotrachelidae là một họ bọ cánh cứng, thuộc phân bộ Polyphaga.

## Classification
The false longhorn beetles belongs to the large superfamily Tenebrionoidea. There are three subfamilies with about 6 genera and 20 species:
- Stenotrachelinae: Anelpistus, Scotodes, Stenocephaloon, Stenotrachelus
- Nematoplinae: Nematoplus
- Cephaloinae: Cephaloon